# Остружањ
Остружањ је насеље у Србији у општини Осечина у Колубарском округу. Према попису из 2022. било је 429 становника.

## Демографија
У насељу Остружањ живи 479 пунолетних становника, а просечна старост становништва износи 42,4 година (41,5 код мушкараца и 43,4 код жена). У насељу има 163 домаћинства, а просечан број чланова по домаћинству је 3,61.
Ово насеље је великим делом насељено Србима (према попису из 2002. године), а у последња три пописа, примећен је пад у броју становника.
|  |

| Демографија | Демографија | Демографија |
| Година      | Становника  | Становника  |
| ----------- | ----------- | ----------- |
| 1948.       | 1.272       |             |
| 1953.       | 1.244       |             |
| 1961.       | 1.138       |             |
| 1971.       | 1.027       |             |
| 1981.       | 775         |             |
| 1991.       | 610         | 608         |
| 2002.       | 588         | 606         |

| Етнички састав према попису из 2002.‍ | Етнички састав према попису из 2002.‍ | Етнички састав према попису из 2002.‍ | Етнички састав према попису из 2002.‍ | Етнички састав према попису из 2002.‍ |
| ------------------------------------ | ------------------------------------ | ------------------------------------ | ------------------------------------ | ------------------------------------ |
|                                      |                                      |                                      |                                      |                                      |
| Срби                                 | Срби                                 |                                      | 575                                  | 97,78%                               |
| Хрвати                               | Хрвати                               |                                      | 1                                    | 0,17%                                |
| непознато                            | непознато                            |                                      | 11                                   | 1,87%                                |

| Година пописа     | 1948. | 1953. | 1961. | 1971. | 1981. | 1991. | 2002. |
| ----------------- | ----- | ----- | ----- | ----- | ----- | ----- | ----- |
| Број домаћинстава | 209   | 217   | 232   | 248   | 201   | 179   | 163   |

| Број чланова      | 1  | 2  | 3  | 4  | 5  | 6  | 7 | 8 | 9 | 10 и више | Просек |
| ----------------- | -- | -- | -- | -- | -- | -- | - | - | - | --------- | ------ |
| Број домаћинстава | 29 | 36 | 21 | 17 | 31 | 19 | 3 | 2 | 1 | 4         | 3,61   |

| Пол    | Укупно | Неожењен/Неудата | Ожењен/Удата | Удовац/Удовица | Разведен/Разведена | Непознато |
| ------ | ------ | ---------------- | ------------ | -------------- | ------------------ | --------- |
| Мушки  | 254    | 66               | 163          | 20             | 4                  | 1         |
| Женски | 245    | 40               | 166          | 37             | 2                  | 0         |
| УКУПНО | 499    | 106              | 329          | 57             | 6                  | 1         |

| Пол    | Укупно                    | Пољопривреда, лов и шумарство | Рибарство                            | Вађење руде и камена | Прерађивачка индустрија       |
| ------ | ------------------------- | ----------------------------- | ------------------------------------ | -------------------- | ----------------------------- |
| Мушки  | 208                       | 175                           | 0                                    | 0                    | 10                            |
| Женски | 158                       | 137                           | 0                                    | 0                    | 7                             |
| УКУПНО | 366                       | 312                           | 0                                    | 0                    | 17                            |
| Пол    | Производња и снабдевање   | Грађевинарство                | Трговина                             | Хотели и ресторани   | Саобраћај, складиштење и везе |
| Мушки  | 4                         | 0                             | 3                                    | 1                    | 0                             |
| Женски | 0                         | 0                             | 3                                    | 0                    | 0                             |
| УКУПНО | 4                         | 0                             | 6                                    | 1                    | 0                             |
| Пол    | Финансијско посредовање   | Некретнине                    | Државна управа и одбрана             | Образовање           | Здравствени и социјални рад   |
| Мушки  | 0                         | 1                             | 1                                    | 0                    | 0                             |
| Женски | 0                         | 0                             | 2                                    | 3                    | 3                             |
| УКУПНО | 0                         | 1                             | 3                                    | 3                    | 3                             |
| Пол    | Остале услужне активности | Приватна домаћинства          | Екстериторијалне организације и тела | Непознато            | Непознато                     |
| Мушки  | 1                         | 0                             | 0                                    | 12                   | 12                            |
| Женски | 0                         | 0                             | 0                                    | 3                    | 3                             |
| УКУПНО | 1                         | 0                             | 0                                    | 15                   | 15                            |

## Знамените личности
- Венијамин Мићић, српски архимандрит

## Галерија
- Остружањ - панорама
- Остружањ - панорама
- Остружањ - панорама
- Остружањ - панорама
- Остружањ - панорама
- Остружањ - панорама